# Harald Seidl
Harald Seidl (* 12. August 1955 in Traun) ist ein österreichischer Politiker (SPÖ). Er war von November 2003 bis November 2015 Bürgermeister der oberösterreichischen Stadt Traun.

## Leben
Harald Seidl machte seine Matura an einer Höheren Technischen Lehranstalt, anschließend arbeitete er als Bauleiter in einem Hoch- und Tiefbauunternehmen. Für die Stadt Wels war er 20 Jahre lang im Magistrat tätig, und zwar in den Bereichen Kanal- und Wasserbau, später in der Kontrolle und der inneren Revision.
Er ist Initiator der Radrennens Tour de Traun. Das Rennen hat eine Streckenlänge von 127 Kilometern von Obertraun über Bad Ischl, Gmunden und Wels nach Traun und wurde 2012 zum achten Mal ausgetragen.
Harald Seidl ist verheiratet und hat zwei Töchter. 

## Gemeinderat und Bürgermeisteramt

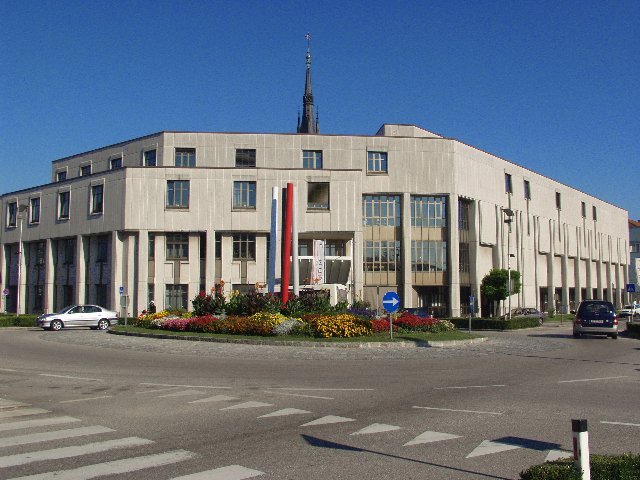
Trauner Rathaus, 2005

Seit 1995 ist Harald Seidl Mitglied des Trauner Gemeinderats, seit 1996 Vizebürgermeister mit Zuständigkeit für das Finanzreferat in Traun. Zusätzlich dazu hatte er ab 1997 auch Verantwortung für Personalangelegenheiten. In der SPÖ Traun war er Stadtparteivorsitzender.
Die Bürgermeisterwahlen am 28. September 2003 gewann er mit 61,7 Prozent der gültigen Stimmen. Das Amt trat er als Nachfolger von Peter Schlögl (SPÖ) am 14. November 2003 an. Am 27. September 2009 wurde er mit 57,44 Prozent der gültigen Stimmen wiedergewählt. Im November 2015 wurde er von seinem Genossen Rudolf Scharinger als Bürgermeister abgelöst.